# Bambradon laevis
Bambradon laevis is een straalvinnige vissensoort uit de familie van de diepwaterplatkopvissen (Bembridae). De wetenschappelijke naam van de soort is voor het eerst geldig gepubliceerd in 1887 door Nyström.